# Andréas Sjölander
Andréas Sjölander, född 1973 i Fagersanna, Tibro kommun, är en svensk författare och illustratör, bosatt i Kalmar.
Sjölander skriver och illustrerar sagor med inbyggd kunskap, där samtliga böcker karaktäriseras av ett lättsamt text- och bildspråk. Han är mest känd för två bokserier – Sagor om svensk historia, som handlar om svenska regenter, samt Barnen i Kramdalen som lär barn om värdegrund. Flera av Sjölanders böcker har toppat svenska försäljningslistor. Några har också blivit teater på flera museum och slott, bland annat Kalmar slott, samt ljudböcker och läromedel. Böckerna är utgivna av Boksmart Förlag, som också ger ut barnböcker med bland annat Caroline Engvall och Sanna Bråding.
Sjölander är utbildad copywriter och har jobbat med reklam i över 20 år, främst i Stockholm. Under 1990-talet gick han på konstskola.

## Utmärkelser
- 2018: Utvald och inbjuden till Sverigemiddagen på Stockholms slott, som arrangeras av kungafamiljen, för personer som gjort betydande insatser.[3][4]
- 2020: Boken ’Barnen i Kramdalen 2’ tilldelades, tillsammans med Therese Sandström (kurator) och Kajsa Ackebjer (skolsköterska), Kalmar kommuns jämlikhetspris.